# Застава Београда
Заставу града Београда представља грб града Београда, без штита, који испуњава читаво поље заставе квадратног облика.
На плавом пољу је сребрни, каменом озидани, град закошених зидина са круништем са четири зупца и две угаоне конзолне куле мотриље коничних кровова са по једним уским црно испуњеним прозором надовезане на спољни пар зубаца круништа. Над круништем града, између кула мотриља и изнад у поље отворене двокрилне сребрне капије од талпи са по две хоризонталне греде за учвршћење кроз чији се лучни отвор са клинастим теменим каменом види плаветнило неба, издиже се двоспратна сребрна, каменом озидана, кула са трозубим круништем и са по два црно испуњена правоугаона прозора на сваком спрату. Град почива на ескарпираном црвеном тлу изнад две таласасте сребрне греде, које представљају реке Саву и Дунав. На доњој удесно броди златна античка трирема са три јарбола са разапетим сребрним четвртастим једрима и црним ужадима и са сребрним кружним отворима на трупу у три реда из којих излазе црна весла која су уроњена у реку, и то у горњем реду три, у средњем четири, а у доњем реду два весла.